# パルテノン多摩

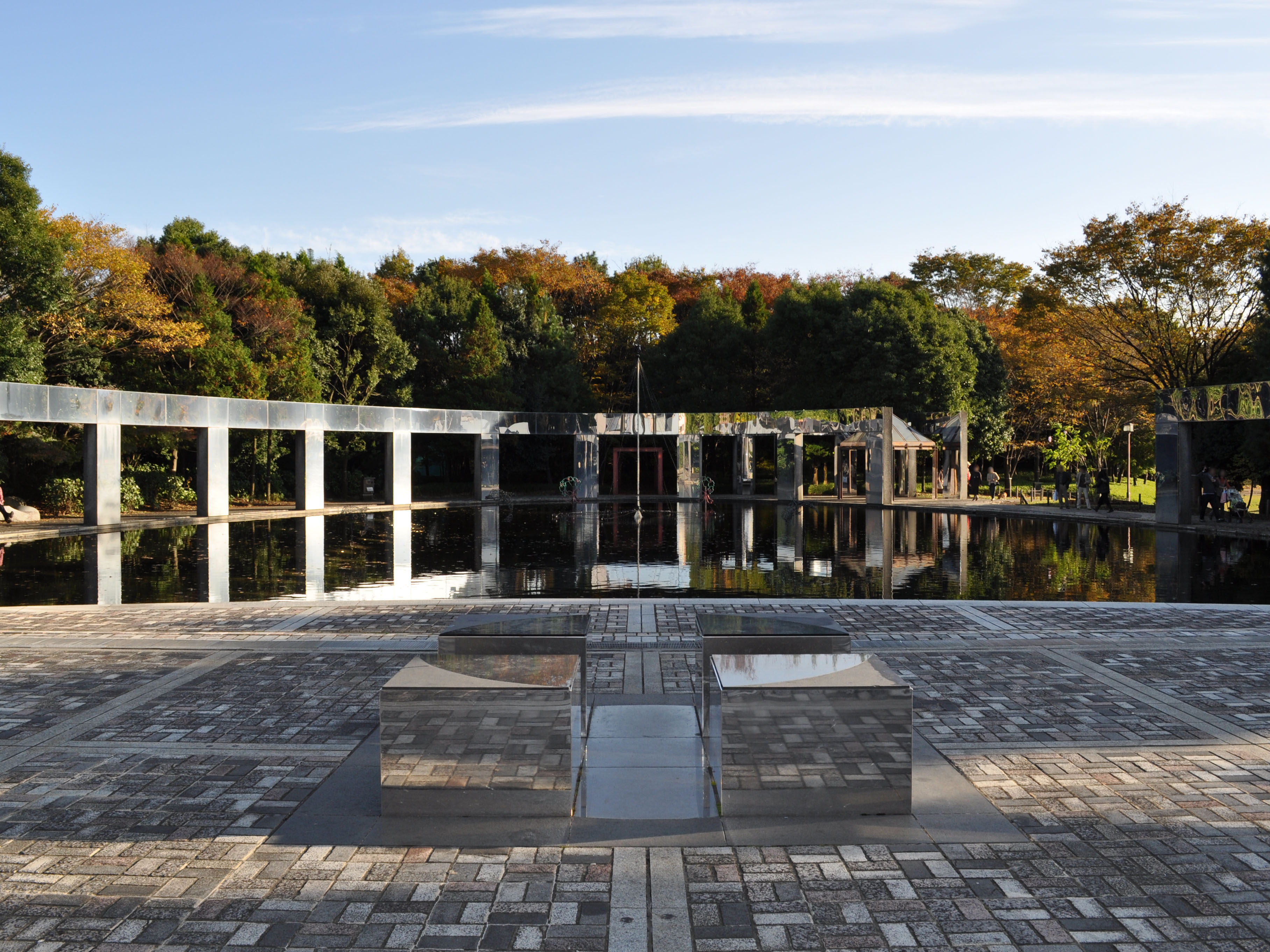
「きらめきの池」広場（2009年11月）

パルテノン多摩（パルテノンたま）は、東京都多摩市にある多摩市立の文化施設の愛称である。正式名称は多摩市立複合文化施設。
多摩ニュータウン・多摩センターのシンボル的な施設で、設計は曽根幸一。1987年（昭和62年）10月31日にオープンし、パルテノン多摩共同事業体が運営する。杮落としは米米CLUBであった。多摩センター駅から続く歩行者専用道路「パルテノン大通り」の突き当たりに位置し、本格的な多目的ホール等があり著名な芸術家やミュージシャン、劇団などが招かれる。また、市民自身の発表の場としての利用も多い。愛称は公募により定めたもので、多摩ニュータウンにおける文化の殿堂となり、丘の上にある建物がギリシャのパルテノン神殿と似ているため選ばれた。
施設の老朽化により2018年12月から大ホールで長期大規模改修に着手した。2020年4月より約2年間全面休館し、2022年3月27日にプレオープンした上で、同年7月1日にグランドオープンした。

## 施設
本式のコンサートや演劇、映画等が上演できる大・小2つのホール施設と博物館としての展示施設等で構成されている。シンメトリーデザインの建物中央部に「多摩中央公園」に至る大階段が組み込まれているのが特色で、頂上部の「きらめきの池」広場からは多摩センターの街並みが眺望できる。
- 大ホール（座席数1129席　車椅子席25席）
- 小ホール（座席数265席　車椅子席4席）
- オープンスタジオ（定員110名）
- 市民ギャラリー
- リハーサル室（定員110名）
- 練習室1・練習室2・練習室3（各定員40名）
- 会議室1（定員100名）・会議室2（定員16名）・会議室3（定員24名）・会議室4（定員24名）・会議室5（定員16名）
- クリエイティブラボ1・クリエイティブラボ2（各定員12名）
- キッチンラボ（定員16名）
- クラフトラボ（定員16名）
- こども広場OLIVE
- ロビー

## パルテノン多摩小劇場フェスティバル
小劇場演劇の発展と若手劇団の発掘を目的に、1988年から2005年まで毎年4月に開催していた。